# Lijst van county's in South Carolina
De Amerikaanse staat South Carolina is onderverdeeld in 46 county's:

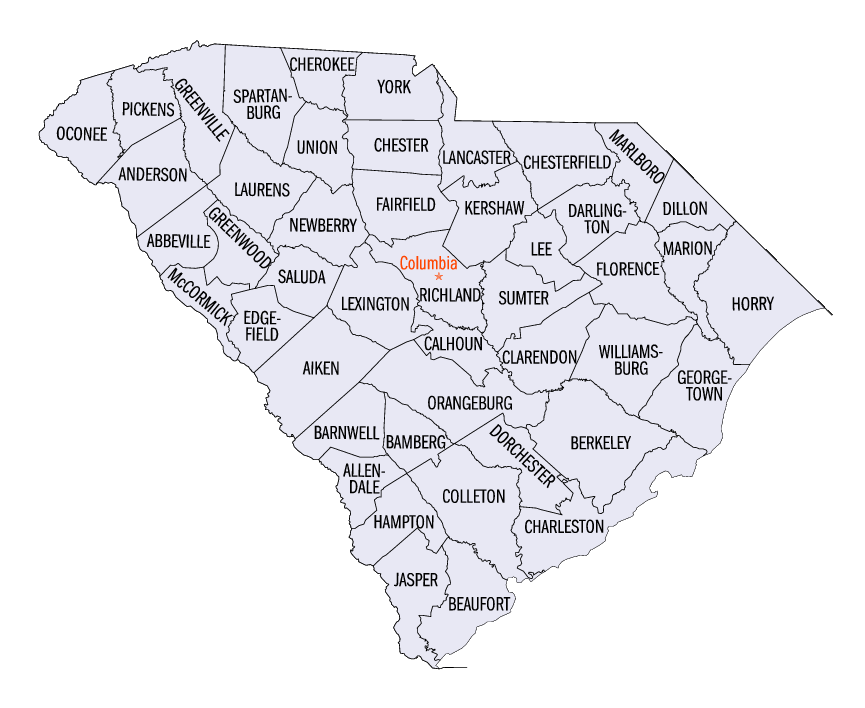
County's van South Carolina

| County       | Inwoners 1 juli 2007 | Hoofdplaats   | Inwoners 1 juli 2007 |
| ------------ | -------------------- | ------------- | -------------------- |
| Abbeville    | 25.457               | Abbeville     | 5564                 |
| Aiken        | 152.307              | Aiken         | 29.218               |
| Allendale    | 10.475               | Allendale     | 3706                 |
| Anderson     | 179.981              | Anderson      | 26.404               |
| Bamberg      | 15.452               | Bamberg       | 3463                 |
| Barnwell     | 22.975               | Barnwell      | 4801                 |
| Beaufort     | 147.316              | Beaufort      | 11.868               |
| Berkeley     | 163.622              | Moncks Corner | 6889                 |
| Calhoun      | 14.777               | St. Matthews  | 1981                 |
| Charleston   | 342.973              | Charleston    | 110.015              |
| Cherokee     | 54.015               | Gaffney       | 12.945               |
| Chester      | 32.531               | Chester       | 6040                 |
| Chesterfield | 42.761               | Chesterfield  | 1314                 |
| Clarendon    | 32.822               | Manning       | 3947                 |
| Colleton     | 38.903               | Walterboro    | 5739                 |
| Darlington   | 66.833               | Darlington    | 6627                 |
| Dillon       | 30.694               | Dillon        | 6338                 |
| Dorchester   | 123.505              | St. George    | 2104                 |
| Edgefield    | 25.435               | Edgefield     | 4415                 |
| Fairfield    | 23.333               | Winnsboro     | 3564                 |
| Florence     | 131.886              | Florence      | 31.431               |
| Georgetown   | 60.499               | Georgetown    | 8524                 |
| Greenville   | 428.243              | Greenville    | 58.754               |
| Greenwood    | 68.259               | Greenwood     | 22.383               |
| Hampton      | 21.210               | Hampton       | 2773                 |
| Horry        | 249.925              | Conway        | 14.989               |
| Jasper       | 21.953               | Ridgeland     | 2630                 |
| Kershaw      | 58.168               | Camden        | 7029                 |
| Lancaster    | 73.393               | Lancaster     | 9715                 |
| Laurens      | 69.582               | Laurens       | 9728                 |
| Lee          | 19.988               | Bishopville   | 3890                 |
| Lexington    | 243.270              | Lexington     | 14.995               |
| Marion       | 33.905               | Marion        | 6810                 |
| Marlboro     | 28.819               | Bennettsville | 8923                 |
| McCormick    | 10.098               | McCormick     | 2675                 |
| Newberry     | 37.633               | Newberry      | 10.893               |
| Oconee       | 70.753               | Walhalla      | 3647                 |
| Orangeburg   | 89.952               | Orangeburg    | 12.756               |
| Pickens      | 116.003              | Pickens       | 3010                 |
| Richland     | 357.734              | Columbia      | 124.818              |
| Saluda       | 18.748               | Saluda        | 2935                 |
| Spartanburg  | 275.534              | Spartanburg   | 38.843               |
| Sumter       | 103.943              | Sumter        | 38.782               |
| Union        | 27.770               | Union         | 8083                 |
| Williamsburg | 35.447               | Kingstree     | 3281                 |
| York         | 208.827              | York          | 7735                 |

Alabama · Alaska · Arizona · Arkansas · Californië · Colorado · Connecticut · Delaware · Florida · Georgia · Hawaï · Idaho · Illinois · Indiana · Iowa · Kansas · Kentucky · Louisiana · Maine · Maryland · Massachusetts · Michigan · Minnesota · Mississippi · Missouri · Montana · Nebraska · Nevada · New Hampshire · New Jersey · New Mexico · New York · North Carolina · North Dakota · Ohio · Oklahoma · Oregon · Pennsylvania · Rhode Island · South Carolina · South Dakota · Tennessee · Texas · Utah · Vermont · Virginia · Washington · West Virginia · Wisconsin · Wyoming